# Renanthera citrina
Renanthera citrina är en orkidéart som beskrevs av Leonid Vladimirovitj Averjanov. Renanthera citrina ingår i släktet Renanthera och familjen orkidéer. Inga underarter finns listade i Catalogue of Life.

## Bildgalleri

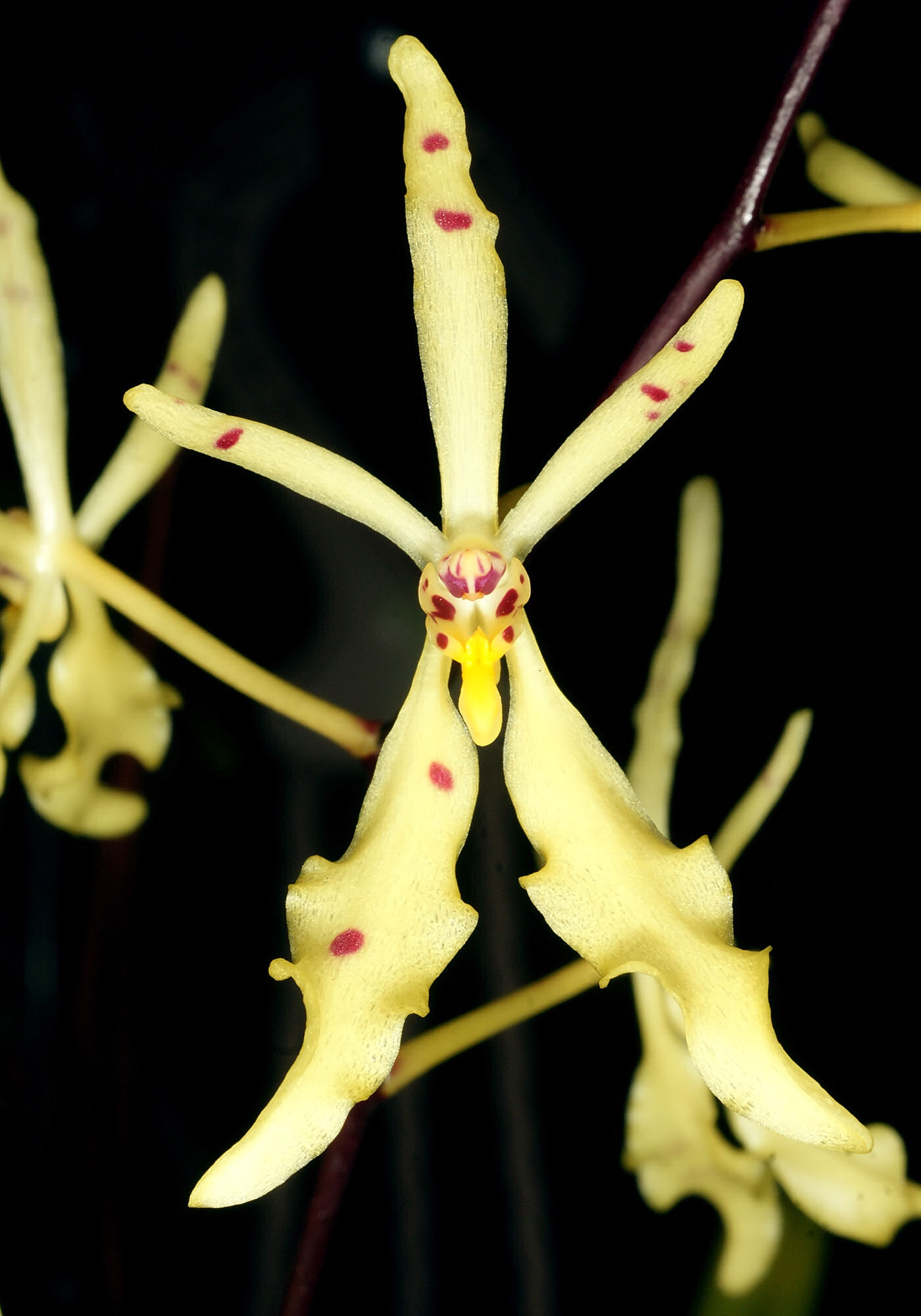